# Monte Greene
Il Monte Greene (in lingua inglese: Mount Greene) è una montagna antartica, alta 2.220 m, situata sul fianco sud della bocca del Ghiacciaio Freimanis, nel punto in cui quest'ultimo si unisce al Ghiacciaio Tucker, nei Monti dell'Ammiragliato, in Antartide. 
Il monte è stato mappato dall' United States Geological Survey (USGS) sulla base di rilevazioni e foto aeree scattate dalla U.S. Navy nel periodo 1960-62.
La denominazione è stata assegnata dall' Advisory Committee on Antarctic Names (US-ACAN) in onore di John H. Greene, primo luogotenente dell' U.S. Army, comandante del reparto elicotteri che forniva supporto alle operazioni topografiche dell'USGS in quest'area nel 1961-62.